# Vitrine linguistique
 (décembre 2022).
La Vitrine linguistique est un site Web créé par l'Office québécois de la langue française (OQLF). La plateforme regroupe la Banque de dépannage linguistique (BDL) et le Grand Dictionnaire terminologique (GDT), ainsi que l’ensemble des ressources linguistiques de l’OQLF,. 
La mise en ligne de la Vitrine linguistique fait suite à l’annonce, à l’été 2022, que le contenu intégral des sites de la BDL et du GDT serait présenté exclusivement sur cette plateforme dès le début de l'année 2023,.

## Fonctionnalités
La Vitrine linguistique contient un moteur de recherche qui permet d'interroger simultanément la BDL et le GDT. Les usagers et les usagères ont également accès à « des rubriques linguistiques et [à] des centaines de milliers de termes et de définitions ». Un tutoriel est offert afin d'en faciliter la navigation. Les personnes qui le désirent peuvent également s'abonner à une infolettre gratuite.